# مارتين داهلين
مارتين داهلين (بالسويدية: Martin Dahlin) مواليد 16 أبريل 1968 في السويد، هو لاعب كرة قدم سويدي سابق كان يلعب كمهاجم. سبق له أن لعب في كأس العالم لكرة القدم مع منتخب بلاده. لعب خلال مسيرته 242 مباراة سجل خلالها 103 أهداف.

## المسيرة الاحترافية

### أندية لعب لها
- نادي مالمو
- بوروسيا مونشنغلادباخ
- نادي روما
- بلاكبيرن روفرز

## روابط خارجية
- مارتين داهلين على موقع ميوزك برينز (الإنجليزية)

- مارتين داهلين على موقع الاتحاد الدولي (مؤرشف)  (الإنجليزية)
- مارتين داهلين على موقع الاتحاد الأوربي (الإنجليزية)
- مارتين داهلين على موقع قاعدة بيانات كرة القدم.إي يو (الإنجليزية)
- مارتين داهلين على موقع بيانات كرة القدم. دي إي (الألمانية)
- مارتين داهلين على موقع ناشيونال فوتبول تيمز (الإنجليزية)
- مارتين داهلين على موقع عالم كرة القدم.نت (الإنجليزية)
- مارتين داهلين على موقع أوليمبيديا (الإنجليزية)
- مارتين داهلين على موقع اللجنة الأولمبية السويدية (السويدية)